# Koblasko
Koblasko (německy Koblasko) je malá vesnice, část obce Zbizuby v okrese Kutná Hora. Nachází se 1,5 kilometru jihovýchodně od Zbizub. Koblasko leží v katastrálním území Zbizuby o výměře 6,46 km².

## Historie
První písemná zmínka o vesnici pochází z roku 1318.

## Další fotografie

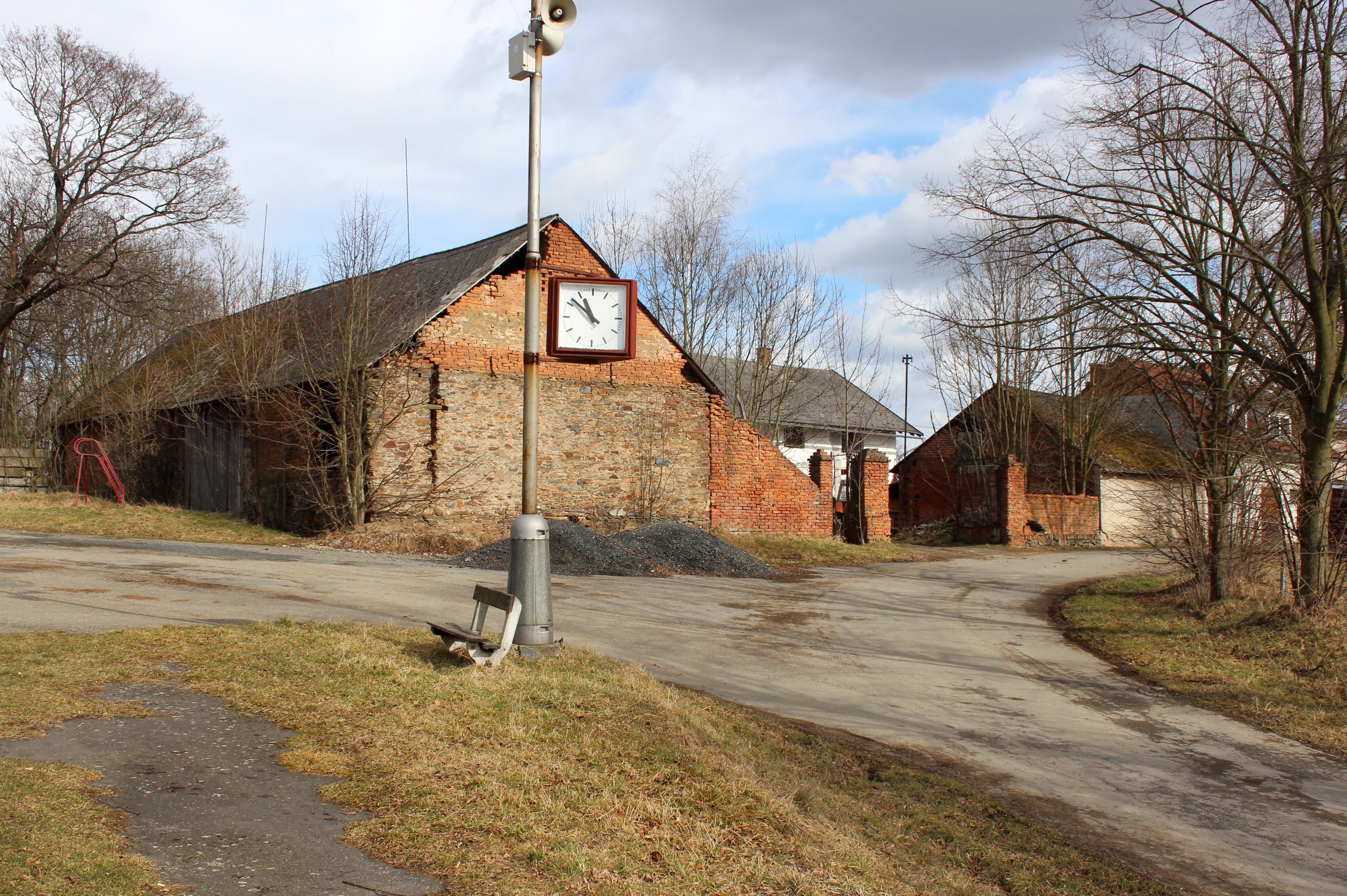
Městské hodiny na návsi
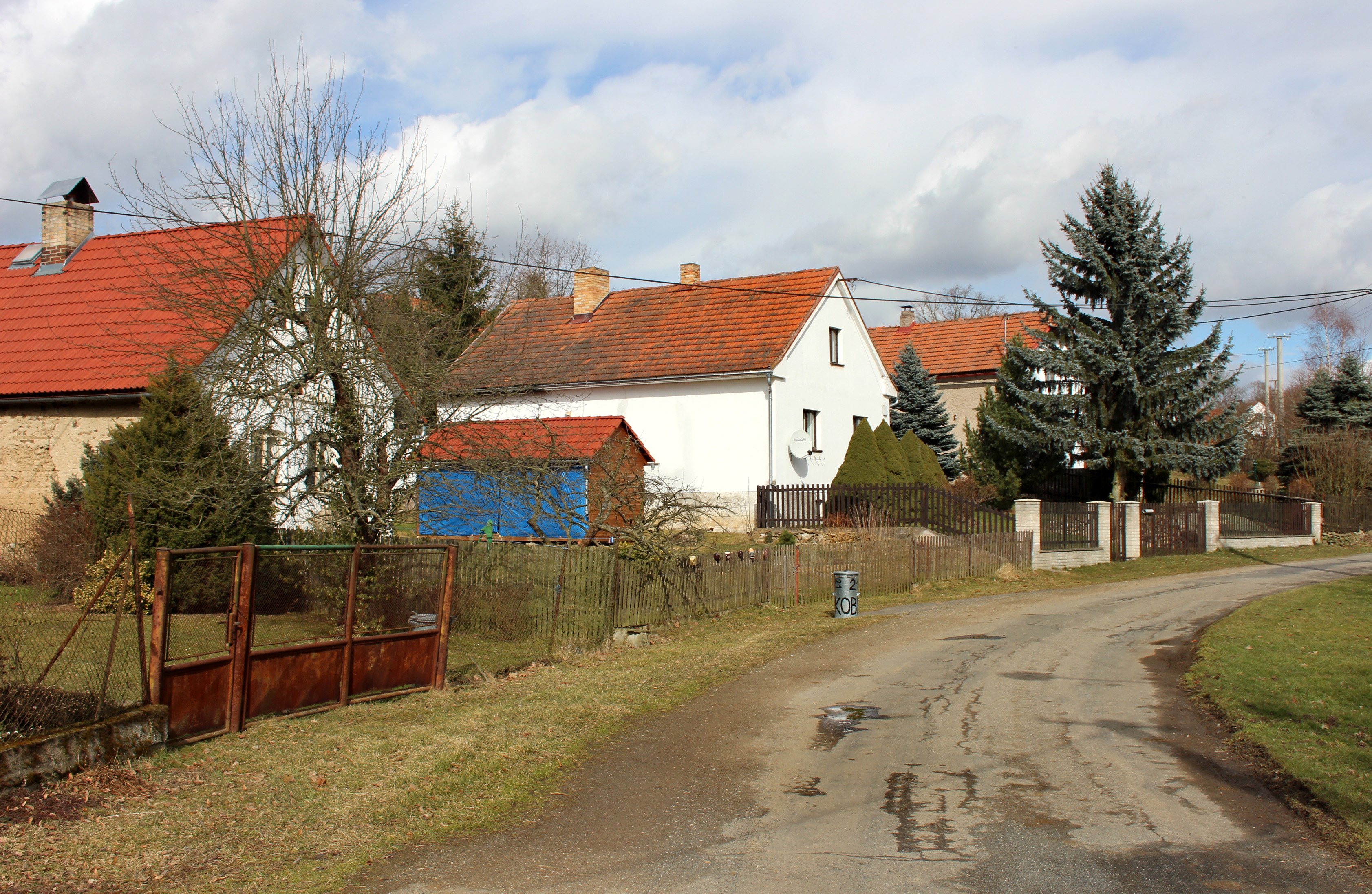
Jižní část vesnice
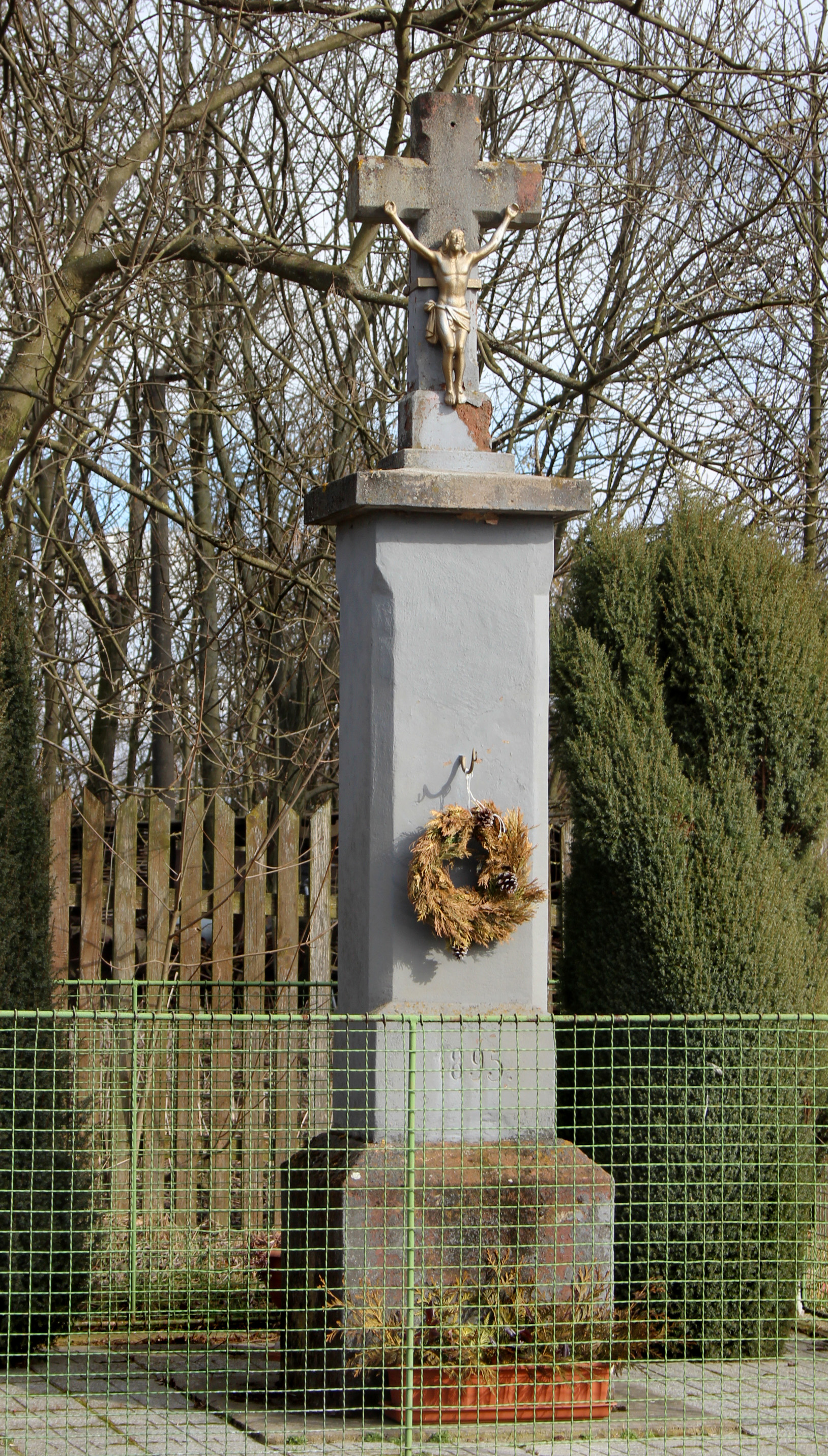
Křížek za plotem